# PRAE (PRopuestas Ambientales y Educativas)
PRAE (PRopuestas Ambientales y Educativas) es un conjunto situado en la localidad de Valladolid, destinado a la educación medioambiental. Está formado por dos complejos, el Centro de Recursos Ambientales (CRA) y el Parque Ambiental.
La propuesta de sostenibilidad que se plantea, comienza en el propio edificio, construido de una forma eficiente, fijándose tanto en los procesos constructivos como en los materiales utilizados. Estas características materiales del propio conjunto, forman un todo en la actitud educativa del centro, de tal forma que las actividades, exposiciones, así como el edificio, sean un ejemplo de sostenibilidad para los visitantes.

## Función y objetivos
Se persigue principalmente su concepción social y educativa, para así conseguir sensibilizar y acercar a la sociedad los valores de sostenibilidad y medio ambiente de tal forma que se pueda alcanzar un futuro sostenible común.

## Edificio
La realización del mismo, fue llevada a cabo por Ferrovial-Agroman S.A., y por el estudio de arquitectura vallisoletano, Odi más P S.L., compuesto por J. Grijalba, A. Grijalba, P. Gil, E. Carazo y V. Ruiz en el año 2009. Fue realizado con la intención de crear un edificio altamente sostenible, haciendo especial incisión en los materiales utilizados, de emisión cero, así como en el uso de energías renovables y manteniendo, a su vez, una gran atención también en la fase de abandono del edificio, haciendo que el impacto de residuos sea mínimo.
En un primer momento, al comenzar las obras de realización del PRAE, se llevó a cabo un estudio de terreno con el fin de poder reutilizar la mayor parte del mismo en la edificación del conjunto. El diseño que tiene pretende: por un lado, como ya se ha mencionado, llevar a cabo la construcción de un edificio sostenible, pero por otro lado, la realización de una propuesta que esté acorde con las innovadoras tendencias que la arquitectura española ofrece actualmente.
Uno de los grandes protagonistas es el color, que recorre las diferentes fachadas en forma de ledes que pueden adoptar numerosas gamas cromáticas que cambian en función del clima o del momento del día. La energía de estos ledes,es proporcionada gracias a paneles fotovoltaicos situados en la zona del aparcamiento. Así mismo, estos laterales rodeados de luces de colores están recubiertos también de franjas verticales de madera, haciendo alusión al medio natural, el bosque. 
Cuenta con dos plantas, la más baja semienterrada, encerradas en una caja de vidrio. Resulta especialmente interesante que el edificio tiene la capacidad de regular su temperatura en función de sus necesidades térmicas. A su vez, se encuentra en mayor medida enterrado, por lo que sí reduce su impacto visual y térmico.
El edificio ha recibido numerosos premios, como: Primer premio a la edificación sostenible en Castilla y León en 2005-2006, así como su participación en la Conferencia Mundial Sustainable Building Challenge de Melbourne organizada por la IISBE (Internacional Initiative for a Sustainable Built Environment). A su vez, recibió la máxima puntuación de GBC (Green Building Challenge) con un 3,47. También fue seleccionado para la Bienal de arquitectura española en el año 2011 y su participación en la ACE de Bruselas en año 2010.

## Parque Ambiental
Creado con una clara intención didáctica y con dos protagonistas principales, el agua y el reciclaje. El proyecto fue llevado a cabo por el grupo de arquitectos Y-León. Cuenta con diferentes zonas en las que se pueden aprender gran cantidad de procesos relacionados con el medio ambiente. Una zona estaría destinada a poder observar las consecuencias de la acción humana en la naturaleza, también habría otra con una temática más natural y zonas donde se emulan los principales paisajes naturales de Castilla y León.
Uno de los protagonistas de esta zona del complejo, es el ciclo del agua, que se encuentra representado en su totalidad en la laguna del Parque Ambiental, desde su fase de evaporación, a su consecuente precipitación en otra de las zonas del parque, siendo finalmente usada para riego. Gracias a la pasarela que rodea el espacio, se puede ir interactuando con las diferentes zonas que se ofrecen.
Al igual que el edificio, el Parque Ambiental, ha sido construidos atendiendo especialmente a los criterios de sostenibilidad, tanto en materiales, como en sistemas constructivos empleados.

## Exposiciones, actividades y proyectos
El espacio del edificio principal, lugar donde tiene lugar las exposiciones, está constituido como un espacio polifuncional en el cual puedan tener lugar desde exposiciones a cursos, charlas o talleres. Esto es posible, gracias a que el museo está formando por un espacio diáfano, capaz de adecuarse a las diferentes necesidades expositivas o de otro tipo de carácter que pueda tener el museo.
Entre las diferentes actividades que se llevan a cabo en el centro, se pueden encontrar: mercados ecológicos, exposiciones relacionadas con el medio ambiente, o bien con lugares personajes o hechos emblemáticos de la zona, así como diferentes campamentos en los cuales cobran especial importancia las actividades relacionadas con la sostenibilidad y el medio ambiente. 
La voluntad formativa del proyecto, no acaba en las jóvenes generaciones, ya que a su vez existen cursos de formación más avanzada para personas de mayor edad que quieran obtener mayor información sobre determinados temas.